# Hannah England

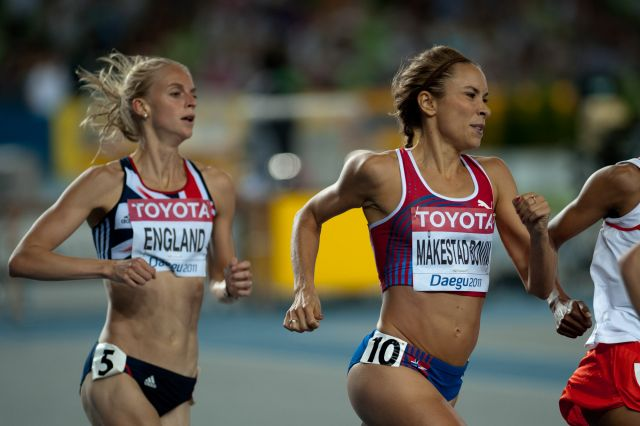
Hannah England (links) bei den Weltmeisterschaften 2011

Hannah England (Hannah Jane England; * 6. März 1987 in Oxford) ist eine britische Mittelstreckenläuferin.
Während eines Studienjahrs an der University of Florida wurde sie 2008 NCAA-Meisterin in der Halle über 1 Meile und im Freien über 1500 m. Im Jahr darauf wurde sie über 1500 m Zweite beim Leichtathletik-Weltfinale.
2010 wurde sie bei den Europameisterschaften in Barcelona Zehnte über 1500 m und bei den Commonwealth Games in Neu-Delhi Fünfte über 800 m und Vierte über 1500 m.
Bei den Leichtathletik-Weltmeisterschaften 2011 in Daegu gewann sie Silber über 1500 m.
Hannah England schloss 2009 ein Studium der Biochemie an der University of Birmingham ab. Sie wird von Bud Baldaro trainiert.

## Persönliche Bestzeiten
- 800 m: 1:59,94 min, 20. Juni 2009, Leiria
- 1500 m: 4:01,89 min, 22. Juli 2011, Barcelona
  - Halle: 4:07,13 min, 22. Februar 2011, Stockholm
- 1 Meile (Halle): 4:30,29 min, 8. Februar 2009, Gent
- 3000 m (Halle): 8:56,72 min, 6. Februar 2010, Boston